# Eurocopa 2004
La Eurocopa 2004 (oficialmente Campeonato Europeo de Fútbol de la UEFA 2004 o UEFA Euro 2004) fue la decimosegunda edición del campeonato europeo de fútbol masculino organizado por la UEFA. Se disputó en Portugal desde el 12 de junio hasta el 4 de julio de 2004.
El campeonato contó con la participación de 16 selecciones nacionales adscritas a la UEFA: Portugal entraba automáticamente como país organizador, mientras que las quince restantes obtuvieron la plaza a través de la correspondiente fase clasificatoria. Sin ausencias reseñables entre las grandes potencias, destacaron el debut de Letonia en una Eurocopa y el regreso de Grecia tras veinticuatro años de ausencia.
La selección de Grecia dio la sorpresa al proclamarse campeona europea por primera vez en su historia, después de vencer en la final a Portugal por 1:0 con un gol de Angelos Charisteas. A pesar de no partir entre los favoritos, el juego defensivo desplegado por el combinado de Otto Rehhagel le hizo merecedor del triunfo. La Eurocopa 2004 estuvo marcada también por los malos resultados de selecciones que partían como favoritas: Alemania, España e Italia cayeron en la fase de grupos, mientras que Francia, defensora del título, fue derrotada en cuartos de final por el conjunto heleno.
La final entre Grecia y Portugal fue la primera del torneo para ambos países, algo que no había sucedido desde la edición inaugural, y también fue la primera de una Eurocopa o Copa Mundial que disputaban las dos selecciones del partido inaugural.

## Elección de sede
La decisión tuvo lugar el 12 de octubre de 1999, en un congreso del Comité Ejecutivo de la UEFA celebrado en el hotel Dorint Quellenhoff de Aquisgrán (Alemania). En la terna de candidaturas, Portugal se impuso ante España y la presentación conjunta de Austria y Hungría.
La candidatura española partía como favorita al triunfo, pues el país ya contaba con experiencia en grandes eventos deportivos y tenía listas casi todas las instalaciones. Sin embargo, la Federación Portuguesa de Fútbol (FPF) —presidida en aquella época por Gilberto Madail— vendió un proyecto apoyado por todas las instituciones para modernizar el deporte luso, a través de una inversión presupuestada en 300 millones de euros que iría destinada a la mejora del transporte y a la construcción y renovación de diez campos de fútbol, entre ellos el nuevo Estádio da Luz. La organización pretendía también impulsar el desarrollo económico de un país que ya había organizado con éxito la Expo '98 en Lisboa. El padrino de la candidatura era Eusébio, el primer Balón de Oro portugués.
Los resultados de la votación no fueron desvelados oficialmente, pero se estimó que Portugal había obtenido 10 apoyos frente a los cuatro de España y los dos de la candidatura austrohúngara.
Aunque Lennart Johansson, presidente la UEFA, había apelado al principio de solidaridad para justificar la elección de Portugal, el presidente de la comisión evaluadora añadió que las infraestructuras lusas eran mejores que las españolas. Este comentario fue muy criticado por la Real Federación Española de Fútbol, que llegó a calificarlo de «falso» e «impresentable» porque respondía «por un proyecto antes que por una realidad».

## Organización

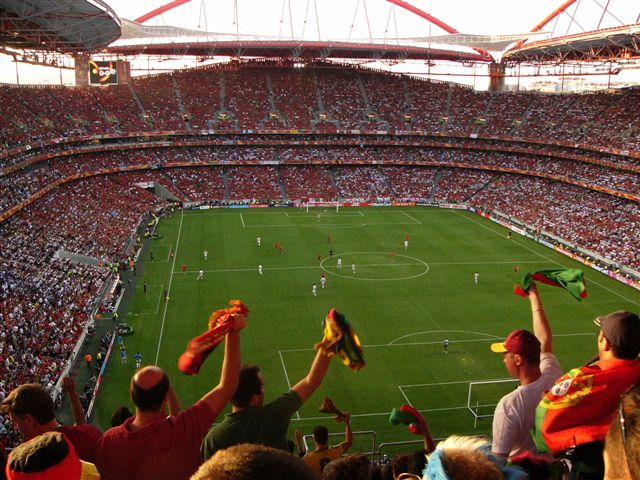
Interior del Estádio da Luz durante la final de la Eurocopa 2004.

La UEFA aceptó que las responsabilidades de la Eurocopa 2004 fuesen asumidas por dos sociedades anónimas: «Portugal 2004» para las infraestructuras y «Euro 2004» como Comité Organizador. Mientras la primera sociedad estaba controlada por el gobierno portugués, la segunda tenía el siguiente reparto: UEFA (55%), Federación Portuguesa de Fútbol (40%) y Estado portugués (5%).
El responsable del Comité Organizador fue Gilberto Madail, dirigente de la Federación Portuguesa, mientras que la vicepresidencia le correspondió a Jeu Sprengers, el tesorero de la UEFA.

### Sedes
La Eurocopa 2004 contó con un total de diez sedes en ocho ciudades, todas ellas en la Portugal continental por razones logísticas. Las dos más grandes del país, Lisboa y Oporto, aportaron dos estadios cada una. El resto de sedes estaban en Aveiro, Braga, Coímbra, Faro-Loulé, Guimarães y Leiría.
La construcción de las sedes fue el aspecto más importante de la organización, ya que la candidatura había planteado siete estadios de nueva construcción y tres remodelaciones. Todas las obras se hicieron según la normativa de infraestructuras de la UEFA, por lo que incluso las instalaciones ya construidas necesitaron obras en profundidad. Durante los cinco años siguientes a la Eurocopa hubo demoras en las obras, especialmente en el nuevo estadio de Oporto, que llevaron a la UEFA a nombrar un jefe de operaciones, Martin Kallen. Sin embargo, todas las sedes estuvieron listas con meses de antelación. En este apartado se invirtieron más de 595 millones de euros, de los cuales el 16% fue sufragado con fondos públicos.
La inauguración tuvo lugar en el nuevo Estádio do Dragão de Oporto, con capacidad para 52 000 personas, mientras que la gran final se disputó en el Estádio da Luz de Lisboa, construido en un terreno adyacente al campo original de 1954, ante más de 64 600 espectadores. Da Luz se llevó la mayor parte de los gastos de construcción, con un coste estimado en 162 millones de euros.
Dentro de los nuevos campos construidos destacó el Estádio Municipal de Braga, ideado por Eduardo Souto de Moura, que fue galardonado con el Premio Pritzker de Arquitectura en 2011 por su innovador diseño: se construyó sobre la ladera de una cantera de roca, y las dos únicas gradas en los laterales están conectadas a través de cables de acero.
| Aveiro Braga Coímbra Faro Guimarães Leiría Lisboa Porto | Aveiro                                        | Braga                                         | Coímbra                                                |
| Aveiro Braga Coímbra Faro Guimarães Leiría Lisboa Porto | Estádio Municipal de Aveiro Capacidad: 32 830 | Estádio Municipal de Braga Capacidad: 30 286  | Estádio Cidade de Coimbra Capacidad: 29 744            |
| Aveiro Braga Coímbra Faro Guimarães Leiría Lisboa Porto |                                               |                                               |                                                        |
| Aveiro Braga Coímbra Faro Guimarães Leiría Lisboa Porto | Faro-Loulé                                    | Guimarães                                     | Leiría                                                 |
| Aveiro Braga Coímbra Faro Guimarães Leiría Lisboa Porto | Estádio Algarve Capacidad: 30 305             | Estádio D. Afonso Henriques Capacidad: 30 029 | Estádio Dr. Magalhães Pessoa Capacidad: 23 888 + 5 478 |
| Aveiro Braga Coímbra Faro Guimarães Leiría Lisboa Porto |                                               |                                               |                                                        |
| Lisboa                                                  | Lisboa                                        | Oporto                                        | Oporto                                                 |
| Estádio da Luz Capacidad: 64 642                        | Estádio José Alvalade Capacidad: 50 095       | Estádio do Bessa XXI Capacidad: 28 263        | Estádio do Dragão Capacidad: 50 033                    |
|                                                         |                                               |                                               |                                                        |

### Formato de competición
La Eurocopa 2004 se desarrolla en dos fases: una fase de grupos y una fase de eliminación directa por el título.
En la fase de grupos, las 16 selecciones participantes son divididas en cuatro grupos con cuatro equipos cada uno. Siguiendo un sistema de todos contra todos, cada equipo juega una vez contra los tres rivales de su grupo. A su conclusión, el campeón y el subcampeón de grupo se clasifican para la siguiente fase, mientras que el tercero y el cuarto caen eliminados. Se sigue un sistema de puntuación con arreglo a la normativa FIFA: tres puntos por victoria, uno por empate y cero en la derrota. Además, en la última jornada hubo horario unificado para que los equipos no pudieran verse condicionados por el resultado de sus rivales directos.
En caso de empate a puntos, el orden de la clasificación se determina bajo los siguientes criterios:
1. El mayor número de puntos obtenidos en los partidos entre los equipos implicados;
2. La mayor diferencia de goles en los partidos entre los equipos implicados;
3. El mayor número de goles a favor en los partidos entre los equipos implicados;
4. La mayor diferencia de goles en todos los partidos del grupo;
5. El mayor número de goles anotados en todos los partidos del grupo;
6. El coeficiente UEFA utilizado durante el sorteo de grupos;
7. Menor número de tarjetas amarillas y rojas;
8. Sorteo puro.

Si en la última jornada dos equipos con el mismo registro se enfrentaban entre sí y empataban, siempre que no hubiera un tercer equipo con la misma puntuación, era necesario desempatar con una tanda de penaltis en lugar de los criterios indicados arriba.
La fase final de eliminación directa se desarrolla a un solo partido con cuartos de final, semifinales y final. El emparejamiento se hacía con arreglo a la fase de grupos, de modo que los campeones de grupo no podían enfrentarse entre sí en los cuartos de final. Si al término del tiempo reglamentario hay un empate, era necesario disputar una prórroga (dos partes de quince minutos) y, en caso de que persistiera, una tanda de penaltis.
Por primera vez se introdujo la norma del «gol de plata»: si un equipo marcaba en la prórroga y mantenía la ventaja en el marcador hasta el final de la primera parte, el partido concluía automáticamente. Esta norma se introdujo en la temporada 2002-03 para corregir las críticas al «gol de oro», y llegó a aplicarse en la semifinal entre Grecia y la República Checa. Esta fue la única edición en la que se implementó.

### Árbitros
La UEFA convocó a doce árbitros pertenecientes a las federaciones afiliadas para dirigir al menos dos encuentros de la Eurocopa 2004. Cada uno contaba con dos asistentes de la misma nacionalidad para asegurar su entendimiento durante el encuentro; muchos de ellos ya contaban con experiencia en la Liga de Campeones de la UEFA e incluso en la Copa Mundial de Fútbol de 2002. El colegiado que dirigió la final fue el alemán Markus Merk.
| País       | Árbitro                 | Asistentes          | Asistentes           |
| ---------- | ----------------------- | ------------------- | -------------------- |
| Alemania   | Markus Merk             | Christian Schraer   | Jan-Henrik Salver    |
| Dinamarca  | Kim Milton Nielsen      | Lens Larsen         | Joergen Jepsen       |
| Eslovaquia | Ľuboš Micheľ            | Igor Sramka         | Martin Balko         |
| España     | Manuel Mejuto González  | Alexis Erráez       | Rafael Guerrero      |
| Francia    | Gilles Veissière        | Frédéric Arnault    | Serge Vallin         |
| Inglaterra | Michael Riley           | Philip Sharp        | Glenn Turner         |
| Italia     | Pierluigi Collina       | Marco Ivaldi        | Narciso Pisacreta    |
| Noruega    | Terje Hauge             | Steinar Holvik      | Ole Hermann Borgan   |
| Portugal   | Lucílio Cardoso Batista | Paulo Jorge Ribeiro | José Manuel Cardinal |
| Rusia      | Valentin Ivanov         | Gennady Krasyuk     | Vladimir Eniutin     |
| Suecia     | Anders Frisk            | Kenneth Petersson   | Peter Ekstrom        |
| Suiza      | Urs Meier               | Francesco Buragina  | Rudolf Kappeli       |

### Seguridad
Una de las mayores preocupaciones de la UEFA era evitar altercados entre los aficionados. En la Eurocopa 2000 se había producido una grave pelea en Charleroi entre ultras ingleses y alemanes, por lo que se acordó pasar los encuentros de máximo riesgo a las ciudades más grandes del país.
Después del sorteo, y por razones de seguridad, el Comité Organizador acordó cambiar la sede de dos partidos de la fase de grupos. El encuentro entre Croacia e Inglaterra fue trasladado desde Coímbra hasta Lisboa, mientras que el duelo entre Alemania y Holanda pasó de Aveiro a Oporto.
El gobierno portugués había establecido un dispositivo con más de 50 000 policías y había invertido más de 16 millones de euros en modernizar su equipamiento. Además se reforzó la colaboración entre gobiernos europeos, con una lista de aficionados potencialmente peligrosos que tenían prohibida la entrada en Portugal por la anulación temporal del espacio Schengen. Por su parte la UEFA actualizó los protocolos de seguridad, estableció un mayor control en la venta de entradas, y desarrolló un plan específico para el personal auxiliar (stewards) y los voluntarios.

### Entradas
Hubo más de 1,2 millones de entradas disponibles para los 31 partidos de la fase final. De esa cifra, el 77% se vendieron al público general y el resto estaban reservadas para patrocinadores (13%), medios de comunicación (5%) y protocolo (5%).
En la primera fase de venta de entradas se liberaron 450 000 localidades a partir del 28 de abril de 2003, con un baremo que oscilaba desde los 35 euros de la fase de grupos hasta los 270 euros de la final. Los aspirantes debían apuntarse a través del sitio web de la UEFA y de la Federación Portuguesa de Fútbol, con un máximo de cuatro boletos por partido y solo un encuentro al día, y recibían la opción de compra por orden de llegada. Además, la UEFA comercializó un paquete de entradas llamado «Follow my team», que permitía seguir a una selección concreta en la fase de grupos y las eliminatorias.
La segunda fase tuvo lugar entre el 1 de agosto y el 24 de noviembre de 2003, de nuevo por orden de llegada. Y el 9 de diciembre, ya con la fase de grupos confirmada, se puso a la venta una tercera fase con inscripción a través del sitio web de las federaciones nacionales. Cada selección tenía garantizada un 20% de las localidades por partido.

## Equipos participantes
En cursiva los países debutantes en la competición:
| Equipos participantes | Equipos participantes | Equipos participantes | Equipos participantes |
| --------------------- | --------------------- | --------------------- | --------------------- |
| Alemania              | España                | Italia                | República Checa       |
| Bulgaria              | Francia               | Letonia               | Rusia                 |
| Croacia               | Grecia                | Países Bajos          | Suecia                |
| Dinamarca             | Inglaterra            | Portugal              | Suiza                 |

### Clasificatorias
La clasificación para la Eurocopa comenzó el 7 de septiembre de 2002 con la fase de grupos y terminó el 29 de junio de 2003 con la repesca para los mejores segundos. En ella participaron 50 asociaciones nacionales afiliadas a la UEFA, sin debutantes.
Las selecciones nacionales fueron distribuidas por sorteo en diez grupos con cinco participantes cada uno. Los bombos del sorteo estaban ordenados por un promedio obtenido con la puntuación de las últimas clasificatorias para la Eurocopa 2000 y la Copa Mundial de 2002. Portugal se clasificó automáticamente por ser el país anfitrión, de modo que quedaban quince plazas disponibles: diez para los líderes de cada grupo, y cinco que salían de una eliminatoria entre los segundos de cada grupo.
La mayor sorpresa de esta fase fue la clasificación de Letonia; después de finalizar en segundo lugar, se deshizo de Turquía en la repesca para obtener el primer pase continental de su historia. El resto de selecciones clasificadas ya habían disputado al menos una fase final de la Eurocopa: Grecia regresaba a ella después de veinticuatro años de ausencia, mientras que Bulgaria, Croacia, Rusia y Suiza se habían perdido solo la edición del 2000.

### Sorteo
El sorteo de la fase de grupos de la Eurocopa tuvo lugar el 30 de noviembre de 2003 en el Pabellón Atlántico de Lisboa.
En el sorteo hubo ocho bombos: cuatro con las asociaciones participantes, y otros cuatro por cada grupo (A, B, C, D) con un orden de posición. Los grupos se asignaban automáticamente según iba saliendo cada selección. En primer lugar se sorteó el cuarto bombo con los peores coeficientes, y de ahí se pasaba al resto por orden ascendente.
Para determinar el orden de bombos se tuvo en cuenta el coeficiente UEFA, hecho con los resultados de la clasificación para la Copa Mundial de 2002 y de la clasificación para la Eurocopa 2004. El coeficiente se calcula dividiendo la suma de todos los puntos —tres a la victoria, uno al empate— por el número de partidos disputados. En caso de empate entre coeficientes, se tenía en cuenta el orden de la clasificación de UEFA. Portugal fue encuadrada automáticamente en el Grupo A como país anfitrión: el resto de cabezas de serie fueron Francia, Suecia y República Checa.
Entre paréntesis se indica la posición corresponde a la clasificación UEFA de aquel momento.
| Bombo 1 Cabezas de serie                                              | Bombo 2                                                   | Bombo 3                                                          | Bombo 4                                                   |
| --------------------------------------------------------------------- | --------------------------------------------------------- | ---------------------------------------------------------------- | --------------------------------------------------------- |
| Portugal (Anfitrión) Francia (1.º) Suecia (3.º) República Checa (4.º) | Italia (5.º) España (6.º) Inglaterra (7.º) Alemania (9.º) | Países Bajos (10.º) Croacia (11.º) Rusia (13.º) Dinamarca (14.º) | Bulgaria (18.º) Suiza (22.º) Grecia (23.º) Letonia (32.º) |

## Desarrollo

### Fase de grupos

#### Grupo A

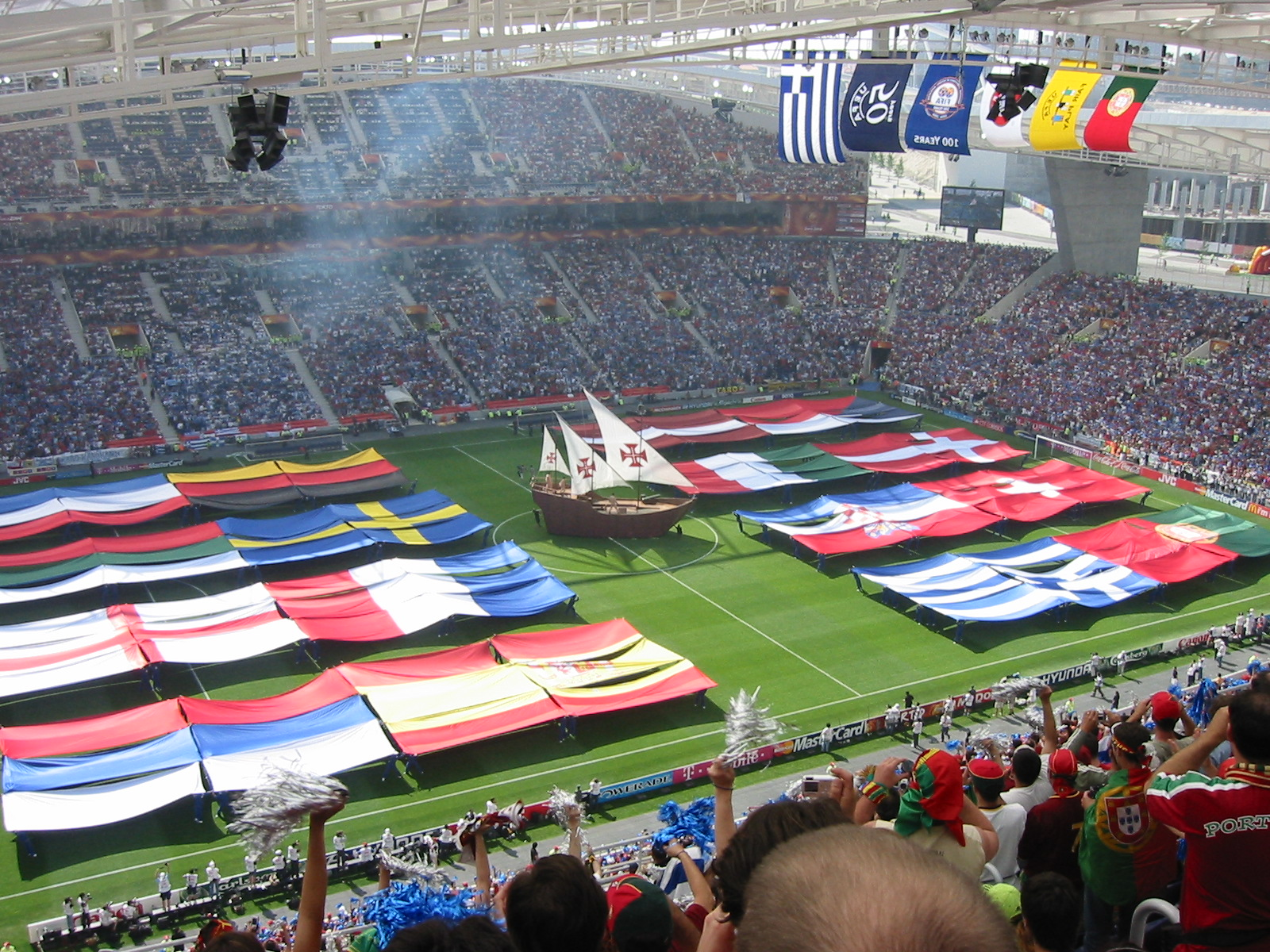
El Estádio do Dragão acogió la inauguración de la Eurocopa 2004.

La Eurocopa se puso en marcha el 12 de junio de 2004 en el Estádio do Dragão (Oporto). Después de una ceremonia inaugural centrada en los descubrimientos marítimos y en la pasión portuguesa por el fútbol, a las 17:00 horas dio comienzo el encuentro inaugural entre Portugal y Grecia. A pesar de las expectativas generadas por la selección de Luiz Felipe Scolari, los anfitriones cayeron derrotados por 1:2 con goles de Karagounis y Basinas. Una de las promesas del fútbol portugués, Cristiano Ronaldo, salió del banquillo y recortó distancias en el tiempo de descuento.
A pesar de esta derrota, los portugueses supieron reponerse con dos triunfos sobre Rusia y España que valieron el pase como campeones de grupo. Grecia obtuvo la segunda plaza con los tres puntos de la inauguración y un empate ante «la Roja»; a pesar de haber caído contra Rusia en la última jornada, la derrota española ante los anfitriones les benefició en la clasificación final.
España cayó eliminada en tercer lugar con un decepcionante papel a nivel de juego: victoria por la mínima sobre Rusia, empate contra Grecia y la derrota final ante Portugal. El seleccionador Iñaki Sáez tuvo que dimitir y fue reemplazado por Luis Aragonés, artífice de la que sería una de las etapas más exitosas del fútbol español.

#### Grupo B
El segundo grupo estaba formado por Francia, Inglaterra, Suiza y Croacia. En la primera jornada, los vigentes campeones de la Eurocopa remontaron a los ingleses en el tiempo de descuento con dos tantos de Zinedine Zidane, y después mantuvieron la primera plaza, sin un juego que destacase sobre el resto de favoritas. A pesar del tropiezo inicial, la selección de Sven-Göran Eriksson también obtuvo el pase gracias a sendas victorias sobre croatas y suizos.

#### Grupo C
El tercer grupo incluía a Suecia, Italia, Dinamarca y Bulgaria. Con los tres primeros países empatados a cinco puntos, hubo que recurrir al desempate según el mayor número de goles a favor en los partidos entre los equipos implicados: Suecia en primer lugar con tres, Dinamarca en segundo lugar con dos, e Italia en tercer lugar con uno.
El desempate conllevó polémica porque, en el último partido, Dinamarca y Suecia podían clasificarse si empataban por dos goles o más. Esto se debía a que Italia solo había marcado un gol en los partidos entre aspirantes y disputaba la última jornada ante la ya eliminada Bulgaria. Suecos y daneses terminaron empatando 2:2 con un gol de Mattias Jonson a un minuto del final.
El papel transalpino fue muy cuestionado y estuvo marcado por la sanción de tres partidos a su estrella Francesco Totti, al haber escupido en el primer juego a Christian Poulsen sin que lo percibiera el colegiado.

#### Grupo D

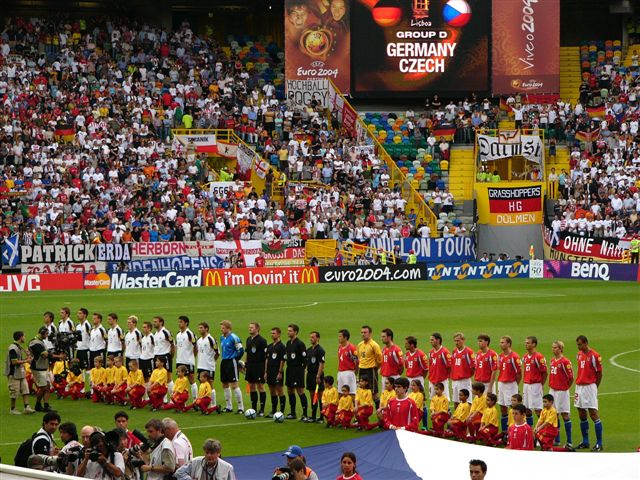
Ceremonia de himnos en el partido entre Alemania y la República Checa.

El último grupo contó con la participación de República Checa, Alemania, Países Bajos y Letonia. La selección checa, dirigida por Karel Brückner y capitaneada por Pavel Nedvěd, deslumbró al público con un arriesgado juego de ataque y fue la única que obtuvo tres victorias en esta fase, teniendo que remontar un marcador adverso en todas ellas. El segundo lugar fue para la selección neerlandesa liderada por Ruud van Nistelrooy.
Una de las mayores sorpresas fue que Alemania había caído de nuevo en primera ronda y sin haber ganado un solo partido: no pasó del empate ante neerlandeses ni letones y al final cayó derrotada por los checos. Después de este fracaso, Rudi Völler presentó la renuncia y fue sustituido por Jürgen Klinsmann.

### Cuartos de final

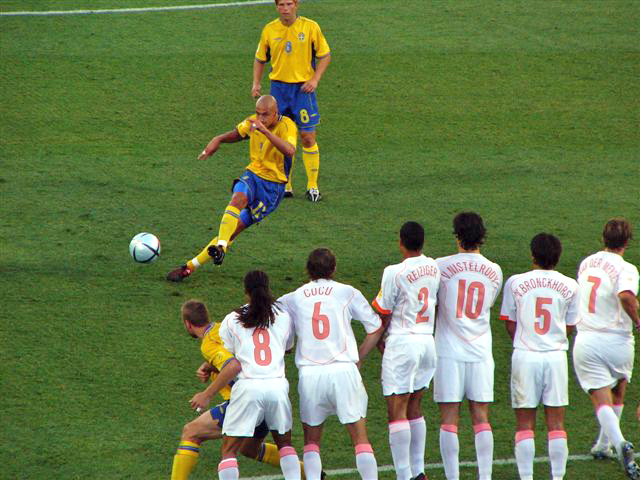
Henrik Larsson lanza una falta en el encuentro ante los Países Bajos.

La primera eliminatoria fue un reñido enfrentamiento entre Portugal e Inglaterra que se saldó con triunfo local. Después de llegar con empate (2:2) al final de la prórroga, el guardameta Ricardo Pereira se convirtió en héroe local al lograr detener el último lanzamiento de la tanda de penaltis.
Al día siguiente, Grecia dio la sorpresa eliminando a Francia, la gran favorita en las casas de apuestas, con un gol de Angelos Charisteas en la segunda parte. El combinado de Otto Rehhagel demostró su solidez defensiva y doblegó a los galos en el aspecto táctico, pues les impidieron desplegar su juego habitual. Hasta ese día, la selección francesa llevaba más de dos años sin haber perdido un partido oficial.
El duelo entre Suecia y los Países Bajos deparó un escenario similar al partido de los anfitriones, ya que fue necesaria la tanda de penaltis tras un empate sin goles poco vistoso. Los neerlandeses habían sido eliminados de las tres Eurocopas anteriores desde los once metros, pero esta vez sí avanzaron gracias a un fallo de Zlatan Ibrahimović y a la última parada de Edwin van der Sar sobre el lanzamiento de Mellberg.
Después de tres partidos con resultados ajustados, la República Checa confirmó su papel de favorito gracias a una contundente victoria sobre Dinamarca por 3:0. Jan Koller abrió el marcador al comienzo de la segunda parte, y luego Milan Baroš firmó la sentencia con dos tantos en tres minutos, vitales para convertirse en el máximo goleador del torneo.

### Semifinales
Las semifinales se disputaron el 30 de junio y el 1 de julio. En primer lugar, el Estádio José Alvalade presenció el triunfo de Portugal sobre los Países Bajos por 2:1. Los anfitriones dominaron el juego gracias a las aportaciones de Deco y de Cristiano Ronaldo, encargado del primer tanto. Pero cuando parecían tenerlo todo bajo control con el segundo de Maniche, los holandeses recortaron distancias gracias a un autogol de Jorge Andrade a media hora del final. No obstante, Luiz Felipe Scolari hizo los cambios precisos para mantener el resultado.
La otra plaza se resolvió en el Estádio do Dragão, donde Grecia superó a la República Checa por 1:0 en la prórroga gracias a la norma del gol de plata. El equipo heleno aguantó atrás y se vio beneficiado por la lesión de Nedvěd, clave en la creatividad de los centroeuropeos. Sin goles al término de los noventa minutos, Grecia terminó resolviendo en un saque de esquina que Traianos Dellas cabeceó al primer palo, justo cuando se aproximaba el final del primer tiempo de la prórroga. Este fue además el último encuentro de la Eurocopa dirigido por Pierluigi Collina.

### Final

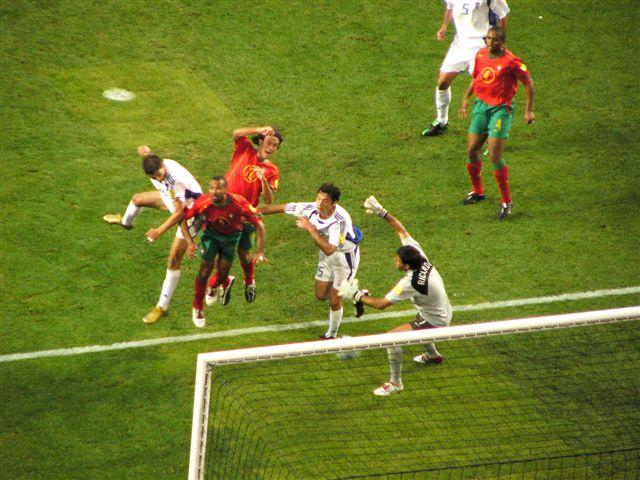
Instante del gol de Angelos Charisteas que dio a la selección griega su primera Eurocopa.

La final entre Portugal y Grecia tuvo lugar el 4 de julio de 2004 a las 19:45 (UTC+0) ante más de 62 800 espectadores que llenaron el Estádio da Luz de Lisboa, bajo arbitraje del alemán Markus Merk. Ambas selecciones llegaban a su primera final europea, dentro de un torneo que deparó bastantes sorpresas. Los portugueses eran favoritos porque ejercían de anfitriones y contaban con una generación de futbolistas, liderada por Luís Figo y Rui Costa, que había ganado la Copa Mundial Sub-20 de 1991. El conjunto griego tan solo había disputado la Eurocopa de 1980 y presentaba un plantel con rostros poco conocidos, pero que había llegado lejos gracias a su solidez defensiva y a su disciplina táctica.
Portugal trató de sorprender desde el principio con incursiones por banda de Figo y Cristiano Ronaldo, pero con el paso del tiempo tuvieron problemas para superar el último tercio de campo. La Grecia de Rehhagel desactivó la circulación local a través de Katsouranis y Zagorakis, quienes se centraron en marcar a Deco y abarcaron todo el mediocampo. Ante ese planteamiento, los lusos llegaron al descanso con solo dos remates a puerta y terminaron perdiendo la confianza.
Al cumplirse los doce minutos de la segunda parte, Grecia logró el único gol del encuentro gracias a un saque de esquina botado por Angelos Basinas y cabeceado por Angelos Charisteas. Ese fue además su único disparo a puerta en todo el encuentro. De inmediato Scolari quitó a Costinha y dio entrada a Rui Costa para reactivar el juego portugués, pero Grecia se encerró en su propio área con criterio y aprovechó el nerviosismo rival para convertirse en campeón de Europa por primera vez en su historia.

## Resultados
- Las horas indicadas en los partidos corresponden al huso horario local de Portugal: Horario de verano de Europa occidental – WEST: (UTC+1).

### Fase de grupos
– Clasificado para los cuartos de final.

#### Grupo A
| Selección | Pts | PJ | PG | PE | PP | GF | GC | Dif |
| --------- | --- | -- | -- | -- | -- | -- | -- | --- |
| Portugal  | 6   | 3  | 2  | 0  | 1  | 4  | 2  | 2   |
| Grecia    | 4   | 3  | 1  | 1  | 1  | 4  | 4  | 0   |
| España    | 4   | 3  | 1  | 1  | 1  | 2  | 2  | 0   |
| Rusia     | 3   | 3  | 1  | 0  | 2  | 2  | 4  | −2  |

| 12 de junio de 2004, 17:00                                                                                    | Portugal         | 1:2 (0:1) | Grecia                             | Estádio do Dragão, Oporto                                     |                                                               |
| | C. Ronaldo 90+3' |           | Karagounis 7' · Basinas 51' (pen.) | Asistencia: 48 761 espectadores Árbitro(s): Pierluigi Collina | Asistencia: 48 761 espectadores Árbitro(s): Pierluigi Collina |
| Portugal es la primera selección anfitriona en debutar en una fase de grupos de una Eurocopa con una derrota. |                  |           |                                    |                                                               |                                                               |

| 12 de junio de 2004, 19:45 | España      | 1:0 (0:0) | Rusia | Estádio Algarve, Faro-Loulé                           |                                                       |
|                            | Valerón 60' |           |       | Asistencia: 28 182 espectadores Árbitro(s): Urs Meier | Asistencia: 28 182 espectadores Árbitro(s): Urs Meier |

| 16 de junio de 2004, 17:30 | Grecia         | 1:1 (0:1) | España        | Estadio do Bessa, Oporto                                 |                                                          |
|                            | Charisteas 66' |           | Morientes 28' | Asistencia: 25 444 espectadores Árbitro(s): Luboš Michel | Asistencia: 25 444 espectadores Árbitro(s): Luboš Michel |

| 16 de junio de 2004, 19:45 | Portugal                   | 2:0 (1:0) | Rusia | Estádio da Luz, Lisboa                                  |                                                         |
|                            | Maniche 7' · Rui Costa 89' |           |       | Asistencia: 59 273 espectadores Árbitro(s): Terje Hauge | Asistencia: 59 273 espectadores Árbitro(s): Terje Hauge |

| 20 de junio de 2004, 19:45 | Portugal       | 1:0 (0:0) | España | Estádio José Alvalade, Lisboa                            |                                                          |
|                            | Nuno Gomes 57' |           |        | Asistencia: 47 491 espectadores Árbitro(s): Anders Frisk | Asistencia: 47 491 espectadores Árbitro(s): Anders Frisk |

| 20 de junio de 2004, 19:45                                          | Rusia                       | 2:1 (2:1) | Grecia     | Estádio Algarve, Faro-Loulé                                  |                                                              |
|                                                                     | Kirichenko 2' · Bulykin 17' |           | Vryzas 43' | Asistencia: 24 347 espectadores Árbitro(s): Gilles Veissière | Asistencia: 24 347 espectadores Árbitro(s): Gilles Veissière |
| Primera clasificación de Grecia a una segunda fase de una Eurocopa. |                             |           |            |                                                              |                                                              |

#### Grupo B
| Selección  | Pts | PJ | PG | PE | PP | GF | GC | Dif |
| ---------- | --- | -- | -- | -- | -- | -- | -- | --- |
| Francia    | 7   | 3  | 2  | 1  | 0  | 7  | 4  | 3   |
| Inglaterra | 6   | 3  | 2  | 0  | 1  | 8  | 4  | 4   |
| Croacia    | 2   | 3  | 0  | 2  | 1  | 4  | 6  | −2  |
| Suiza      | 1   | 3  | 0  | 1  | 2  | 1  | 6  | −5  |

| 13 de junio de 2004, 17:00 | Suiza | 0:0 | Croacia | Estadio Dr. Magalhães Pessoa, Leiría                        |  |
|                            |       |     |         | Asistencia: 24 090 espectadores Árbitro(s): Lucílio Batista |  |

| 13 de junio de 2004, 19:45 | Francia                    | 2:1 (0:1) | Inglaterra  | Estádio da Luz, Lisboa                                  |                                                         |
|                            | Zidane 90+1', 90+3' (pen.) |           | Lampard 38' | Asistencia: 62 487 espectadores Árbitro(s): Markus Merk | Asistencia: 62 487 espectadores Árbitro(s): Markus Merk |

| 17 de junio de 2004, 17:00 | Inglaterra                    | 3:0 (1:0) | Suiza | Estadio Ciudad de Coímbra, Coímbra                          |                                                             |
|                            | Rooney 23', 75' · Gerrard 82' |           |       | Asistencia: 28 214 espectadores Árbitro(s): Valentin Ivanov | Asistencia: 28 214 espectadores Árbitro(s): Valentin Ivanov |

| 17 de junio de 2004, 19:45 | Croacia                      | 2:2 (0:1) | Francia                          | Estadio Dr. Magalhães Pessoa, Leiría                           |                                                                |
|                            | Rapaić 48' (pen.) · Pršo 52' |           | Tudor 22' (a.g.) · Trezeguet 64' | Asistencia: 29 160 espectadores Árbitro(s): Kim Milton Nielsen | Asistencia: 29 160 espectadores Árbitro(s): Kim Milton Nielsen |

| 21 de junio de 2004, 19:45                                            | Croacia                   | 2:4 (1:2) | Inglaterra                                    | Estádio da Luz, Lisboa                                        |                                                               |
|                                                                       | Kovač 5' · Igor Tudor 73' |           | Scholes 40' · Rooney 45+1', 68' · Lampard 79' | Asistencia: 57 047 espectadores Árbitro(s): Pierluigi Collina | Asistencia: 57 047 espectadores Árbitro(s): Pierluigi Collina |
| Primera eliminación de Croacia en una fase de grupos de una Eurocopa. |                           |           |                                               |                                                               |                                                               |

| 21 de junio de 2004, 19:45 | Suiza         | 1:3 (1:1) | Francia                     | Estadio Ciudad de Coímbra, Coímbra                       |                                                          |
|                            | Vonlanthen 2' |           | Zidane 43' · Henry 76', 84' | Asistencia: 28 111 espectadores Árbitro(s): Luboš Michel | Asistencia: 28 111 espectadores Árbitro(s): Luboš Michel |

#### Grupo C
| Selección | Pts | PJ | PG | PE | PP | GF | GC | Dif |
| --------- | --- | -- | -- | -- | -- | -- | -- | --- |
| Suecia    | 5   | 3  | 1  | 2  | 0  | 8  | 3  | 5   |
| Dinamarca | 5   | 3  | 1  | 2  | 0  | 4  | 2  | 2   |
| Italia    | 5   | 3  | 1  | 2  | 0  | 3  | 2  | 1   |
| Bulgaria  | 0   | 3  | 0  | 0  | 3  | 1  | 9  | −8  |

| 14 de junio de 2004, 17:00 | Dinamarca | 0:0 | Italia | Estádio D. Afonso Henriques, Guimarães                             |  |
|                            |           |     |        | Asistencia: 29 595 espectadores Árbitro(s): Manuel Mejuto González |  |

| 14 de junio de 2004, 19:45 | Suecia                                                                    | 5:0 (1:0) | Bulgaria | Estádio José Alvalade, Lisboa                          |                                                        |
|                            | Ljungberg 32' · Larsson 57', 58' · Ibrahimović 78' (pen.) · Allbäck 90+1' |           |          | Asistencia: 31 652 espectadores Árbitro(s): Mike Riley | Asistencia: 31 652 espectadores Árbitro(s): Mike Riley |

| 18 de junio de 2004, 17:00 | Bulgaria | 0:2 (0:1) | Dinamarca                     | Estádio Municipal, Braga                                    |                                                             |
|                            |          |           | Tomasson 44' · Grønkjær 90+2' | Asistencia: 24 131 espectadores Árbitro(s): Lucílio Batista | Asistencia: 24 131 espectadores Árbitro(s): Lucílio Batista |

| 18 de junio de 2004, 19:45 | Italia      | 1:1 (1:0) | Suecia          | Estádio do Dragão, Oporto                             |                                                       |
|                            | Cassano 37' |           | Ibrahimović 85' | Asistencia: 44 926 espectadores Árbitro(s): Urs Meier | Asistencia: 44 926 espectadores Árbitro(s): Urs Meier |

| 22 de junio de 2004, 19:45 | Italia                       | 2:1 (0:1) | Bulgaria          | Estádio D Afonso Henriques, Guimarães                       |                                                             |
|                            | Perrotta 48' · Cassano 90+4' |           | Petrov 45' (pen.) | Asistencia: 16 002 espectadores Árbitro(s): Valentin Ivanov | Asistencia: 16 002 espectadores Árbitro(s): Valentin Ivanov |

| 22 de junio de 2004, 19:45 | Dinamarca         | 2:2 (1:0) | Suecia                          | Estadio do Bessa, Oporto                                |                                                         |
|                            | Tomasson 28', 66' |           | Larsson 47' (pen.) · Jonson 89' | Asistencia: 26 115 espectadores Árbitro(s): Markus Merk | Asistencia: 26 115 espectadores Árbitro(s): Markus Merk |

#### Grupo D
| Selección       | Pts | PJ | PG | PE | PP | GF | GC | Dif |
| --------------- | --- | -- | -- | -- | -- | -- | -- | --- |
| República Checa | 9   | 3  | 3  | 0  | 0  | 7  | 4  | 3   |
| Países Bajos    | 4   | 3  | 1  | 1  | 1  | 6  | 4  | 2   |
| Alemania        | 2   | 3  | 0  | 2  | 1  | 2  | 3  | −1  |
| Letonia         | 1   | 3  | 0  | 1  | 2  | 1  | 5  | −4  |

| 15 de junio de 2004, 17:00                                                                                         | República Checa       | 2:1 (0:1) | Letonia            | Estádio Municipal, Aveiro                                    |                                                              |
| | Baroš 73' · Heinz 85' |           | Verpakovskis 45+1' | Asistencia: 48 197 espectadores Árbitro(s): Gilles Veissière | Asistencia: 48 197 espectadores Árbitro(s): Gilles Veissière |
| Debut absoluto de Letonia en una Eurocopa; además, Maris Verpakovskis marcó el primer gol letón en la competición. |                       |           |                    |                                                              |                                                              |

| 15 de junio de 2004, 19:45 | Alemania   | 1:1 (1:0) | Países Bajos       | Estádio do Dragão, Oporto                               |                                                         |
|                            | Frings 30' |           | Van Nistelrooy 81' | Asistencia: 21 744 espectadores Árbitro(s): Ander Frisk | Asistencia: 21 744 espectadores Árbitro(s): Ander Frisk |

| 19 de junio de 2004, 17:00 | Letonia | 0:0 | Alemania | Estadio do Bessa, Oporto                               |  |
|                            |         |     |          | Asistencia: 22 344 espectadores Árbitro(s): Mike Riley |  |

| 19 de junio de 2004, 19:45 | Países Bajos                  | 2:3 (2:1) | República Checa                     | Estádio Municipal, Aveiro                                          |                                                                    |
|                            | Bouma 4' · Van Nistelrooy 19' |           | Koller 23' · Baroš 71' · Šmicer 88' | Asistencia: 29 935 espectadores Árbitro(s): Manuel Mejuto González | Asistencia: 29 935 espectadores Árbitro(s): Manuel Mejuto González |

| 23 de junio de 2004, 19:45 | Alemania    | 1:2 (1:1) | República Checa       | Estádio José Alvalade, Lisboa                           |                                                         |
|                            | Ballack 21' |           | Heinz 30' · Baroš 77' | Asistencia: 46 849 espectadores Árbitro(s): Terje Hauge | Asistencia: 46 849 espectadores Árbitro(s): Terje Hauge |

| 23 de junio de 2004, 19:45 | Países Bajos                                | 3:0 (2:0) | Letonia | Estádio Municipal, Braga                                       |                                                                |
|                            | Van Nistelrooy 27' (pen.), 35' · Makaay 84' |           |         | Asistencia: 27 904 espectadores Árbitro(s): Kim Milton Nielsen | Asistencia: 27 904 espectadores Árbitro(s): Kim Milton Nielsen |

### Fase eliminatoria
|  | Cuartos de final                | Cuartos de final    |                                 |       | Semifinales | Semifinales |  |  | Final | Final |
|  |                                 |                     |                                 |       |             |             |  |  |       |       |
|  | 24 de junio – Lisboa (da Luz)   |                     |                                 |       |             |             |  |  |       |       |
|  |                                 |                     |                                 |       |             |             |  |  |       |       |
|  | Portugal (p.)                   | 2 (6)               |                                 |       |             |             |  |  |       |       |
|  | Portugal (p.)                   | 2 (6)               | 30 de junio – Lisboa (Alvalade) |       |             |             |  |  |       |       |
|  | Inglaterra                      | 2 (5)               |                                 |       |             |             |  |  |       |       |
|  | Inglaterra                      | 2 (5)               | Portugal                        | 2     |             |             |  |  |       |       |
|  | 26 de junio – Faro-Loulé        |                     | Portugal                        | 2     |             |             |  |  |       |       |
|  |                                 | Países Bajos        | 1                               |       |             |             |  |  |       |       |
|  | Suecia                          | Países Bajos        | 1                               | 0 (4) |             |             |  |  |       |       |
|  | Suecia                          |                     | 4 de julio – Lisboa (da Luz)    | 0 (4) |             |             |  |  |       |       |
|  | Países Bajos (p.)               | 0 (5)               |                                 |       |             |             |  |  |       |       |
|  | Países Bajos (p.)               | 0 (5)               | Portugal                        | 0     |             |             |  |  |       |       |
|  | 25 de junio – Lisboa (Alvalade) |                     | Portugal                        | 0     |             |             |  |  |       |       |
|  |                                 | Grecia              | 1                               |       |             |             |  |  |       |       |
|  | Francia                         | Grecia              | 1                               | 0     |             |             |  |  |       |       |
|  | Francia                         | 1 de julio – Oporto |                                 | 0     |             |             |  |  |       |       |
|  | Grecia                          | 1                   |                                 |       |             |             |  |  |       |       |
|  | Grecia                          | 1                   | Grecia (t.s.)                   | 1     |             |             |  |  |       |       |
|  | 27 de junio – Oporto            |                     | Grecia (t.s.)                   | 1     |             |             |  |  |       |       |
|  |                                 | República Checa     | 0                               |       |             |             |  |  |       |       |
|  | República Checa                 | República Checa     | 0                               | 3     |             |             |  |  |       |       |
|  | República Checa                 |                     |                                 | 3     |             |             |  |  |       |       |
|  | Dinamarca                       | 0                   |                                 |       |             |             |  |  |       |       |
|  | Dinamarca                       | 0                   |                                 |       |             |             |  |  |       |       |

#### Cuartos de final
| 24 de junio de 2004, 19:45                                | Portugal                                                            | 2:2 (1:1, 0:1) (t. s.)(1:1 t. s.)(6:5 p.) | Inglaterra                                                        | Estádio da Luz, Lisboa                                |                                                       |
|                                                           | Postiga 83' · Rui Costa 110'                                        |                                           | Owen 3' · Lampard 115'                                            | Asistencia: 62 564 espectadores Árbitro(s): Urs Meier | Asistencia: 62 564 espectadores Árbitro(s): Urs Meier |
|                                                           |                                                                     | Tiros desde el punto penal                |                                                                   |                                                       |                                                       |
|                                                           | Deco · Simão · Rui Costa · C. Ronaldo · Maniche · Postiga · Ricardo |                                           | Beckham · Owen · Lampard · Terry · Hargreaves · A. Cole · Vassell |                                                       |                                                       |
| Rui Costa es el primer jugador en marcar un gol de plata. |                                                                     |                                           |                                                                   |                                                       |                                                       |

| 25 de junio de 2004, 19:45                                       | Francia | 0:1 (0:0) | Grecia         | Estádio José Alvalade, Lisboa                            |                                                          |
|                                                                  |         |           | Charisteas 65' | Asistencia: 45 390 espectadores Árbitro(s): Anders Frisk | Asistencia: 45 390 espectadores Árbitro(s): Anders Frisk |
| Primera clasificación de Grecia a una semifinal de una Eurocopa. |         |           |                |                                                          |                                                          |

| 26 de junio de 2004, 19:45 | Suecia                                                                 | 0:0 (t. s.)(4:5 p.)        | Países Bajos                                                  | Estádio Algarve, Faro-Loulé                              |  |
|                            |                                                                        |                            |                                                               | Asistencia: 27 762 espectadores Árbitro(s): Luboš Michel |  |
|                            |                                                                        | Tiros desde el punto penal |                                                               |                                                          |  |
|                            | Källström · Larsson · Ibrahimović · Ljungberg · Wilhelmsson · Mellberg |                            | Van Nistelrooy · Heitinga · Reiziger · Cocu · Makaay · Robben |                                                          |  |

| 27 de junio de 2004, 19:45 | República Checa                 | 3:0 (0:0) | Dinamarca | Estádio do Dragão, Oporto                                   |                                                             |
|                            | Jan Koller 49' · Baroš 63', 65' |           |           | Asistencia: 41 092 espectadores Árbitro(s): Valentin Ivanov | Asistencia: 41 092 espectadores Árbitro(s): Valentin Ivanov |

#### Semifinales
| 30 de junio de 2004, 19:45                                     | Portugal                     | 2:1 (1:0) | Países Bajos       | Estadio José Alvalade, Lisboa                            |                                                          |
|                                                                | C. Ronaldo 26' · Maniche 58' |           | Andrade 63' (a.g.) | Asistencia: 46 679 espectadores Árbitro(s): Anders Frisk | Asistencia: 46 679 espectadores Árbitro(s): Anders Frisk |
| Primera clasificación de Portugal a una final de una Eurocopa. |                              |           |                    |                                                          |                                                          |

| 1 de julio de 2004, 19:45                                    | Grecia        | 1:0 (0:0, 0:0) (t. s.)(1:0 t. s.) | República Checa | Estádio do Dragão, Oporto                                     |                                                               |
|                                                              | Dellas 105+1' |                                   |                 | Asistencia: 42 449 espectadores Árbitro(s): Pierluigi Collina | Asistencia: 42 449 espectadores Árbitro(s): Pierluigi Collina |
| Primera clasificación de Grecia a una final de una Eurocopa. |               |                                   |                 |                                                               |                                                               |

#### Final
| 4 de julio de 2004, 19:45                                                    | Portugal | 0:1 (0:0) | Grecia         | Estádio da Luz, Lisboa                                  |                                                         |
|                                                                              |          |           | Charisteas 57' | Asistencia: 62 865 espectadores Árbitro(s): Markus Merk | Asistencia: 62 865 espectadores Árbitro(s): Markus Merk |
| Portugal es la primera selección anfitriona en perder una final de Eurocopa. |          |           |                |                                                         |                                                         |

|                   |
| Bandera de Grecia |
| Campeón Grecia    |
| 1.er título       |

## Estadísticas

### Clasificación general
Nota: las tablas de rendimiento no reflejan la clasificación final de los equipos, sino que muestran el rendimiento de los mismos atendiendo a la ronda final alcanzada.

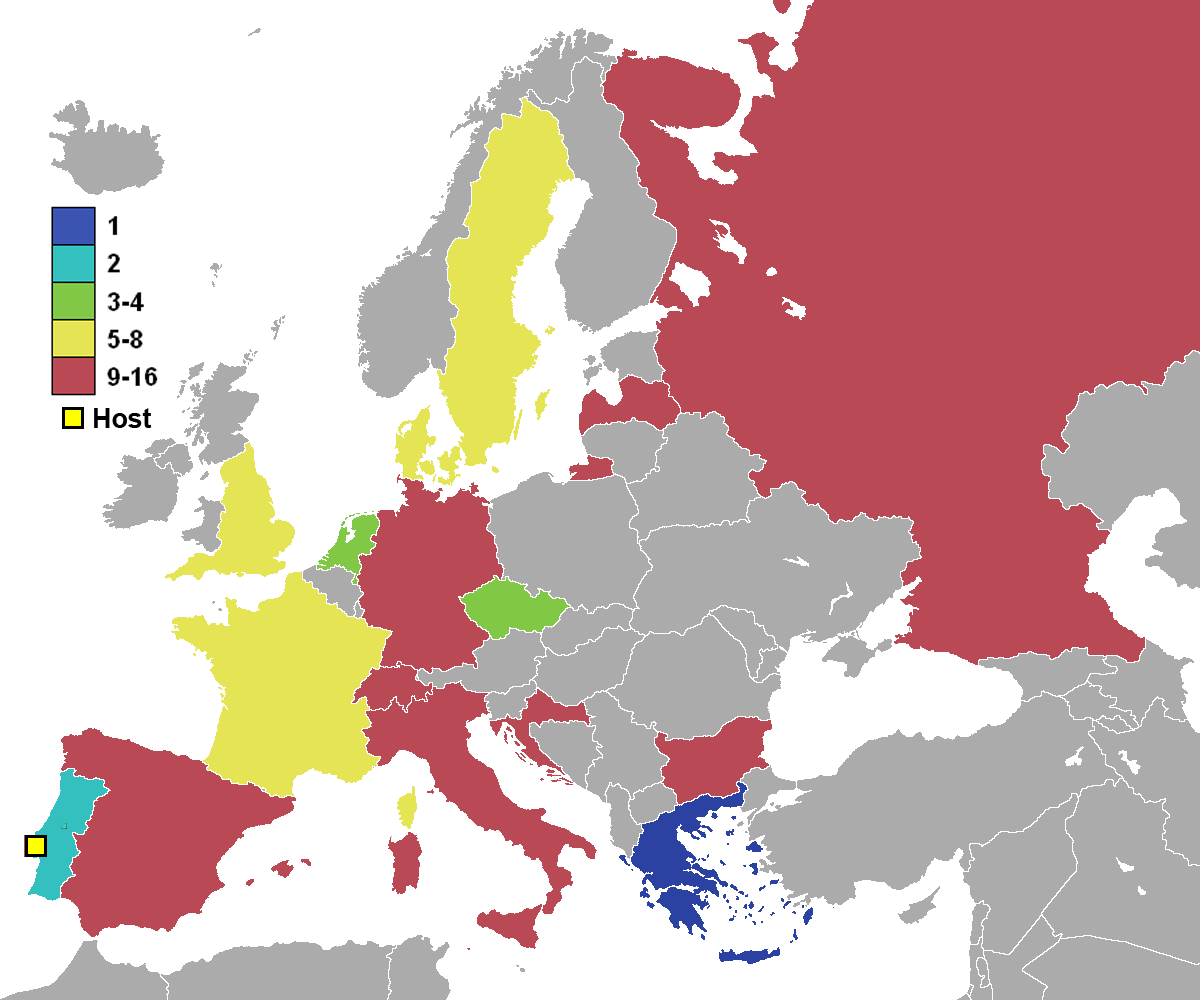
Mapa según los resultados de la Eurocopa 2004.

| Pos. | Selección       | Pts | PJ | PG | PE | PP | GF | GC | Dif. | Rend.  |
| ---- | --------------- | --- | -- | -- | -- | -- | -- | -- | ---- | ------ |
| 1    | Grecia          | 13  | 6  | 4  | 1  | 1  | 7  | 4  | 3    | 72.22% |
| 2    | Portugal        | 10  | 6  | 3  | 1  | 2  | 8  | 6  | 2    | 55.56% |
| 3    | República Checa | 12  | 5  | 4  | 0  | 1  | 10 | 5  | 5    | 80%    |
| 4    | Países Bajos    | 5   | 5  | 1  | 2  | 2  | 7  | 6  | 1    | 33.33% |
| 5    | Inglaterra      | 7   | 4  | 2  | 1  | 1  | 10 | 6  | 4    | 58.33% |
| 6    | Francia         | 7   | 4  | 2  | 1  | 1  | 7  | 5  | 2    | 58.33% |
| 7    | Suecia          | 6   | 4  | 1  | 3  | 0  | 8  | 3  | 5    | 50%    |
| 8    | Dinamarca       | 5   | 4  | 1  | 2  | 1  | 4  | 5  | −1   | 41.67% |
| 9    | Italia          | 5   | 3  | 1  | 2  | 0  | 3  | 2  | 1    | 55.56% |
| 10   | España          | 4   | 3  | 1  | 1  | 1  | 2  | 2  | 0    | 44.44% |
| 11   | Rusia           | 3   | 3  | 1  | 0  | 2  | 2  | 4  | −2   | 33.33% |
| 12   | Alemania        | 2   | 3  | 0  | 2  | 1  | 2  | 3  | −1   | 22.22% |
| 13   | Croacia         | 2   | 3  | 0  | 2  | 1  | 4  | 6  | −2   | 22.22% |
| 14   | Letonia         | 1   | 3  | 0  | 1  | 2  | 1  | 5  | −4   | 11.11% |
| 15   | Suiza           | 1   | 3  | 0  | 1  | 2  | 1  | 6  | −5   | 11.11% |
| 16   | Bulgaria        | 0   | 3  | 0  | 0  | 3  | 1  | 9  | −8   | 0%     |

## Reconocimientos

### Distinciones individuales
| Premio              | Jugador             | Selección       |
| ------------------- | ------------------- | --------------- |
| Mejor jugador (MVP) | Theodoros Zagorakis | Grecia          |
| Bota de Oro         | Milan Baroš         | República Checa |

### Goleadores
En total se marcaron 77 goles en los 31 partidos disputados, con una media de 2.48 goles por partido.
5 goles
- Milan Baroš

4 goles
- Wayne Rooney
- Ruud van Nistelrooy

3 goles
- Jon Dahl Tomasson
- Frank Lampard
- Zinedine Zidane
- Angelos Charisteas
- Henrik Larsson

2 goles
- Marek Heinz
- Jan Koller
- Thierry Henry
- Antonio Cassano
- Rui Costa
- Maniche
- Cristiano Ronaldo
- Zlatan Ibrahimović

1 gol
- Martin Petrov
- Niko Kovač
- Dado Pršo
- Milan Rapaić
- Igor Tudor
- Vladimír Šmicer
- Jesper Grønkjær
- Steven Gerrard
- Michael Owen
- Paul Scholes
- David Trezeguet
- Michael Ballack
- Torsten Frings
- Angelos Basinas
- Traianos Dellas
- Giorgos Karagounis
- Zisis Vryzas
- Simone Perrotta
- Māris Verpakovskis
- Wilfred Bouma
- Roy Makaay
- Nuno Gomes
- Hélder Postiga
- Dmitri Bulykin
- Dmitri Kirichenko
- Fernando Morientes
- Juan Carlos Valerón
- Marcus Allbäck
- Mattias Jonson
- Freddie Ljungberg
- Johan Vonlanthen

Autogoles
- Igor Tudor (ante Francia)
- Jorge Andrade (ante Países Bajos)

### Equipo ideal
| Porteros                       | Defensas | Centrocampistas                                                                                  | Delanteros |
| ------------------------------ | --- | ------------------------------------------------------------------------------------------------ | --- |
| Petr Čech Antonios Nikopolidis | Sol Campbell Ashley Cole Traianos Dellas Georgios Seitaridis Gianluca Zambrotta Ricardo Carvalho Olof Mellberg | Pavel Nedvěd Frank Lampard Zinedine Zidane Michael Ballack Theodoros Zagorakis Luís Figo Maniche | Milan Baroš Jon Dahl Tomasson Wayne Rooney Angelos Charisteas Ruud van Nistelrooy Cristiano Ronaldo Henrik Larsson |

| Portero   | Defensas                                                                | Centrocampistas                          | Delanteros                                 |
| --------- | ----------------------------------------------------------------------- | ---------------------------------------- | ------------------------------------------ |
| Petr Čech | Ricardo Carvalho Traianos Dellas Giourkas Seitaridis Gianluca Zambrotta | Maniche Pavel Nedvěd Theodoros Zagorakis | Milan Baroš Cristiano Ronaldo Wayne Rooney |

## Símbolos

### Balón

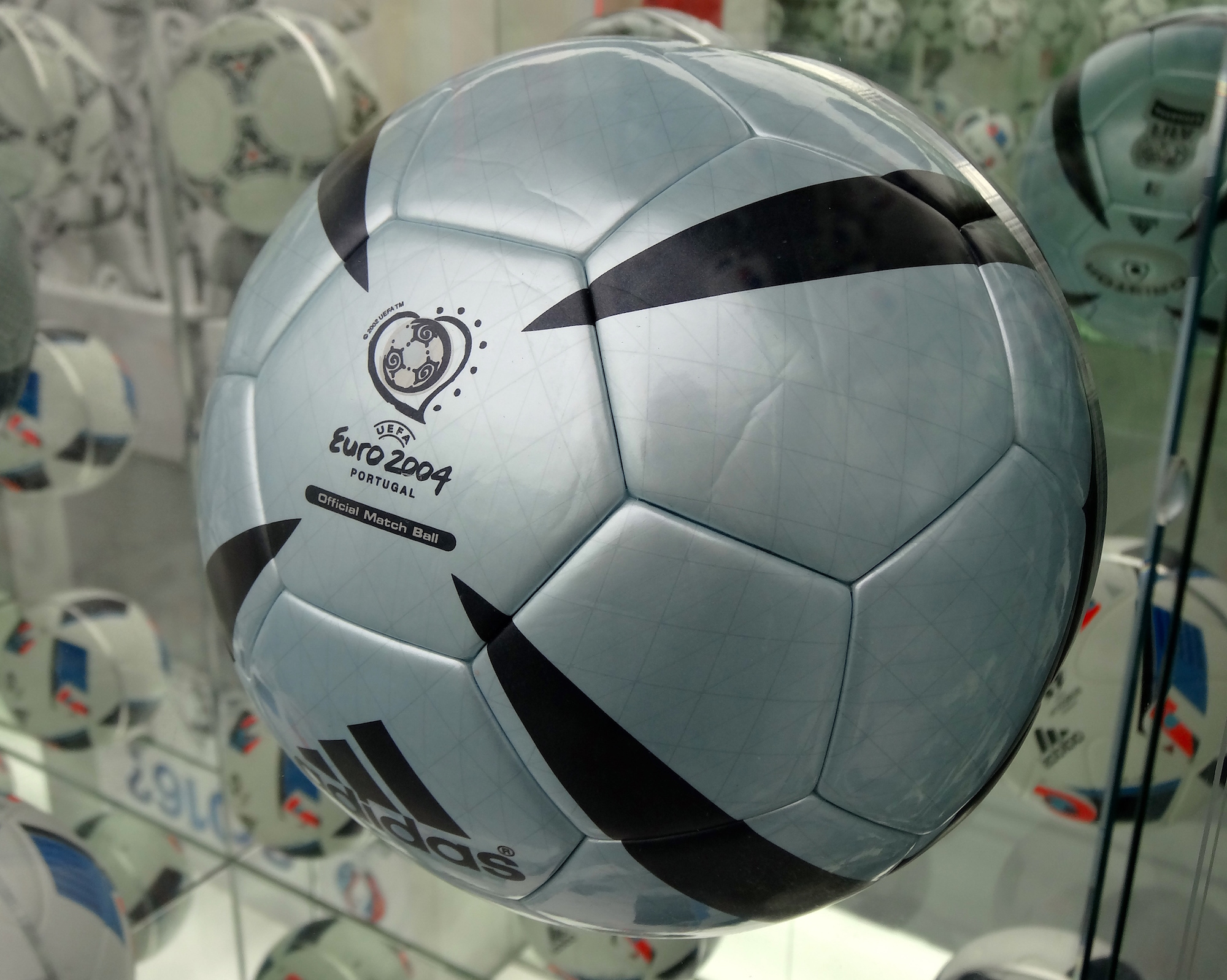
Detalle del Adidas Roteiro.

La marca alemana Adidas diseñó un nuevo modelo, el Adidas Roteiro, inspirado en los mapas de navegación de los descubrimientos portugueses. Por primera vez se utilizaba un balón con sistema de termosellado sin costuras, lo que reducía tanto la absorción de agua como el peso total (445 gramos). Es una contraparte del balón Adidas Fevernova balón usado en la Copa Mundial de Fútbol de 2002 dos años antes en Corea del sur y Japón, A nivel de diseño como sucedío con el Adidas Fevernova rompía con los modelos tradicionales, pues era de color gris con bandas negras que representaban los grados de latitud y longitud. En cada partido se utilizó un modelo personalizado con el nombre de las selecciones y la fecha, algo inédito hasta entonces.
Adidas trabajó sobre el termosellado del Roteiro para crear un nuevo balón en 2006, el Adidas +Teamgeist, que perfeccionaba la idea inicial al reducir el número de paneles.

### Canción oficial
El himno oficial de la Eurocopa 2004 fue la canción pop «Força», interpretada por la canadiense Nelly Furtado. Una de las claves del tema es la ascendencia portuguesa de la intérprete; aunque ella nació en Canadá, sus padres eran emigrantes de las Azores que habían llegado a la ciudad de Victoria en los años 1960. La letra es en inglés con estribillo en portugués.

### Mascota

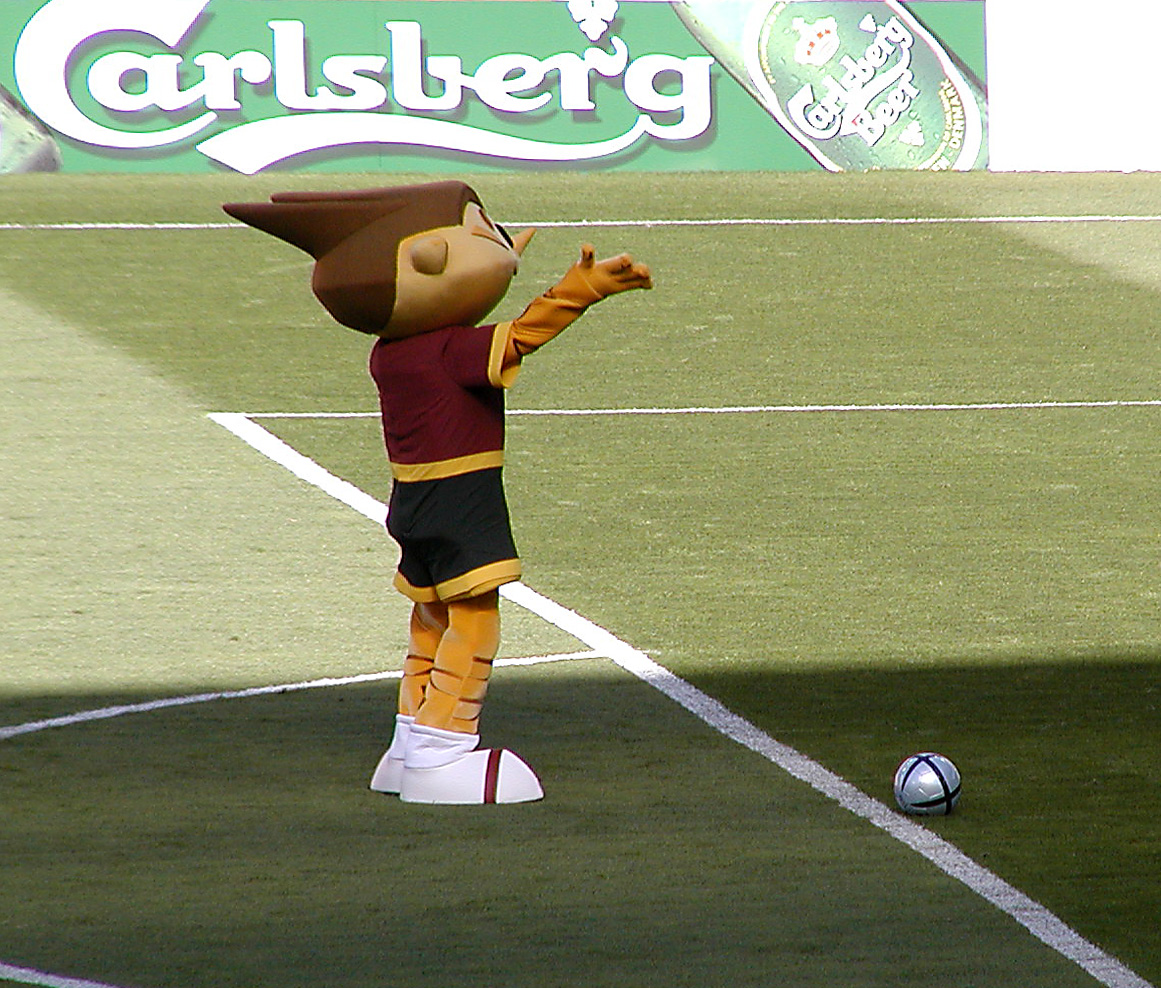
Kinas, mascota de la Eurocopa.

La mascota oficial fue «Kinas», un niño futbolista con poderes mágicos y que viste los colores de la selección portuguesa. Con un talento innato para el fútbol, pretendía contagiar su espíritu y pasión por este deporte al resto del público. Su nombre deriva de la palabra portuguesa quinas, traducible del portugués como escudo o blasón, que hace referencia a los cinco escudos de Portugal.
La UEFA llegó a un acuerdo con Warner Bros. Consumer Products (WBCP) tanto para el diseño de la mascota como para comercializar sus productos derivados.

## Legado
Uno de los objetivos de la Federación Portuguesa era descentralizar el fútbol nacional, históricamente dominado por tres grandes clubes —Benfica, Sporting y Oporto— que acaparan la mayor parte de la masa social de aficionados. Este propósito se cumplió en parte: a lo largo de los años 2000, hubo una mejora generalizada de las infraestructuras de entrenamiento y los clubes portugueses lograron buenos resultados internacionales, destacando hitos como la final de la Liga Europa de la UEFA 2010-11 —entre el Oporto y el Braga— y la consecución de la Eurocopa 2016, resarciéndose de la derrota que habían sufrido doce años antes.
Sin embargo, algunos municipios han tenido problemas para preservar los estadios de la Eurocopa 2004 por tres razones: los elevados costos de mantenimiento, la escasa masa social para llenar las gradas, y el estallido de la crisis financiera de 2010. La Liga Portuguesa desveló en 2008 que la mitad de los campos presentaban tasas de ocupación inferiores al 25%, algo que no afectaba a los llamados «tres grandes». Debe tenerse en cuenta que la UEFA exigía una capacidad mínima de 30 000 espectadores en su normativa de infraestructuras para la Eurocopa, por lo que muchos campos se quedaron grandes para los torneos locales.
Los recintos afectados por la baja afluencia de espectadores después del campeonato son el Estádio do Bessa por el descenso administrativo del Boavista F.C. (2008), el Estádio Dr. Magalhães Pessoa por la desaparición del União Leiria (2011, refundado en 2013), el Estádio Algarve por la renuncia a jugar allí del Farense (2013) y el Estádio Municipal de Aveiro por la bancarrota del Sport Clube Beira-Mar (2015).